# Chaumont Volley-Ball 52 Haute-Marne 2013-2014
Questa voce raccoglie le informazioni riguardanti lo Chaumont Volley-Ball 52 Haute-Marne nelle competizioni ufficiali della stagione 2013-2014.

## Organigramma societario
Area direttiva
- Presidente: Bruno Soirfeck

Area tecnica
- Allenatore: Nikola Matijašević
- Allenatore in seconda: Ludovic Kupiec

## Rosa
| N° | Nome               | Ruolo | Data di nascita   | Nazionalità sportiva |
| -- | ------------------ | ----- | ----------------- | -------------------- |
| 1  | Eldin Demirović    | S     | 8 giugno 1992     | Francia              |
| 3  | Hermans Egleskalns | S/O   | 8 dicembre 1990   | Lettonia             |
| 4  | Jiří Cerha         | C     | 26 settembre 1979 | Rep. Ceca            |
| 5  | Rudy Verhoeff      | C     | 24 giugno 1989    | Canada               |
| 6  | Miloš Terzić       | S     | 13 giugno 1987    | Serbia               |
| 7  | Thomas Dereymez    | P     | 14 novembre 1990  | Francia              |
| 8  | Faipule Kolokilagi | S/O   | 22 novembre 1994  | Francia              |
| 9  | Ludovic Duée       | L     | 3 giugno 1991     | Francia              |
| 10 | Deniss Petrovs     | P     | 31 agosto 1986    | Lettonia             |
| 14 | Nathan Wounembaina | S     | 22 novembre 1984  | Camerun              |
| 16 | José Trèfle        | C     | 16 gennaio 1980   | Francia              |